# Balsero

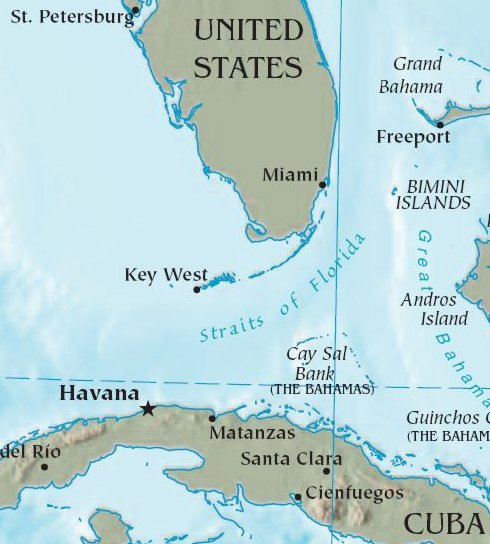
90 Meilen oder 145 Kilometer trennen Florida und Kuba

Den Terminus Balsero – er leitet sich vom spanischsprachigen Wort balsa für „Floß“ ab und ist in etwa mit „Flößer“ zu übersetzen – benutzt man für jene Kubaner, welche versuchen, die Floridastraße von Kuba aus zu überqueren und die Küsten der Vereinigten Staaten zu erreichen, um dort ein besseres Leben zu suchen. Viele verloren dabei ihr Leben. In der Regel flüchteten die Leute aus wirtschaftlichen Gründen und weniger aus politischen. 
Gefragt nach ihren Gründen, versuchten die meisten Balseros ihre Flucht mit den politischen Bedingungen und der schwierigen ökonomischen Situation in ihrem Heimatland Kuba zu erklären. Dabei gaben die Gegner des Castrismus, der Politik Fidel Castros, als Hauptgrund für ihre Flucht die schlechte Form der Regierung der aktuellen Führung sowie das seit Jahrzehnten herrschende sozialistische System an, die Sympathisanten des Castrismus machten das Embargo der Vereinigten Staaten gegen Kuba, welches seit 1960 in Kraft ist, für ihre Schwierigkeiten verantwortlich. Diese Blockade verbietet ökonomische Transaktionen zwischen den USA und Kuba, ebenso wie die von ausländischen Firmen, welche von US-Amerikanern kontrolliert werden.
Die Flucht von Kubanern, die nicht mit ihrer Regierung übereinstimmen, ist normal. Ein weiterer Grund könnte die nordamerikanische Politik hinsichtlich Familienbesuchen und Geschenken seitens der sich schon in den USA befindlichen Emigranten und ihren Familienangehörigen in Kuba darstellen, obwohl Geldüberweisungen erlaubt sind. Weitere Gründe sind klar wirtschaftliche: ebenso wie die Mexikaner, welche über den Río Grande in die USA emigrieren, Afrikaner in Richtung Südeuropa oder die Asiaten nach Japan.
Die Haltung der US-Regierung zu den kubanischen Flüchtlingen ist komplex. Die Wet feet, dry feet policy (Nasse-Füße-Trockene-Füße-Politik) genannte Politik erlaubte denjenigen Kubanern, die es auf US-amerikanischen Boden schaffen (dry feet – trockene Füße), in den USA zu bleiben, und diejenigen, die vor den Küsten der USA abgefangen werden (wet feet – nasse Füße), müssen nach Kuba zurückkehren. Viele Balseros, die in ihrem Eifer in andere Länder wie zum Beispiel Mexiko, die Bahamas oder Honduras geflüchtet sind, wurden meist wieder nach Kuba zurückgebracht. Die Regelung wurde im Januar 2017 abgeschafft.

## Der Fall Elián González

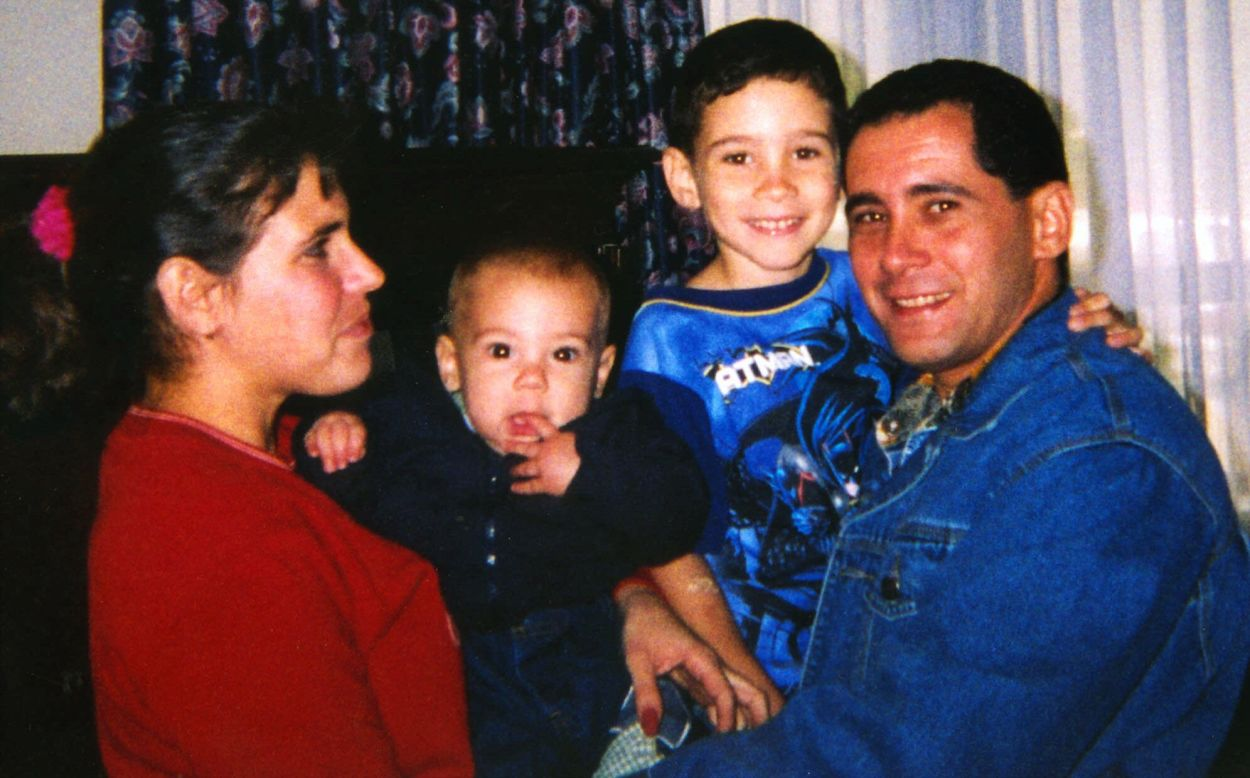
Elián (2. v. r.) wieder bei seinem Vater

Einer der bekanntesten Balseros war der damals sechsjährige Junge Elián González, dessen Mutter bei der gemeinsamen Flucht in Richtung Florida ums Leben kam. Der Fall wuchs sich zu bilateralen Spannungen zwischen den USA, wo der Junge bei Verwandten der Mutter unterkam und der kubanischen Regierung, die die Rückkehr des Jungen zu seinem Vater, der noch auf der Insel lebte, forderte. 
Sowohl in Florida als auch in Kuba gab es jeden Samstag und jeden Feiertag Kundgebungen, wo die „Befreiung“ des Jungen gefordert wurde. Auf Anordnung der Generalbundesanwältin der USA Janet Reno wurde der Junge von der Spezialeinheit SWAT aus dem Haus seiner Verwandten in Miami herausgeholt, nachdem diese sich geweigert hatten, ihn freiwillig herauszugeben. Elián wurde den kubanischen Behörden übergeben, die ihn zu seinem Vater brachten.

## Andere bemerkenswerte Fälle
Der möglicherweise aufmerksamkeitserregendste singuläre Vorfall ereignete sich im Jahre 2003, als ein gutes Dutzend Kubaner versuchten, mit einem Chevrolet Baujahr 1951 die Küsten von Florida zu erreichen. Um den LKW seetüchtig zu machen, wurde der LKW mit mehreren leeren Tanks ausgestattet. Angetrieben wurde das Gefährt durch eine kleine Schiffsschraube, wodurch wohl eine Geschwindigkeit von sieben Knoten (13 km/h) erreicht werden konnte. Die „LKW-Balseros“ wurden rund 65 Kilometer südlich von Key West von der US-Küstenwache entdeckt und nach Kuba zurückgeführt. Das Amphibienfahrzeug wurde im Meer versenkt, damit es, so erklärten es die US-amerikanischen Bundesbehörden, eventuellen weiteren Fluchtwilligen aus Kuba nicht als Mahnmal dienen könne. Etwas später gab es einen ähnlichen Fluchtversuch, diesmal in einem Buick Baujahr 1959.

## Filme
- 2002: Balseros – Kubanische Träume vom Glück, Dokumentarfilm über die Balseros
- 2012: Una Noche – Eine Nacht in Havanna, Dokudrama über drei fluchtwillige kubanische Jugendliche